# Шолохово (Івановська область)
Шолохово (рос. Шолохово) — присілок у Палехському районі Івановської області Російської Федерації.
Населення становить 4 особи. Входить до складу муніципального утворення Пановське сільське поселення.

## Історія
Від 2005 року входить до складу муніципального утворення Пановське сільське поселення.

## Населення
| 2010 |
| ---- |
| 4    |